# Zebraand
Zebraand (Malacorhynchus membranaceus) är en fågel i familjen änder inom ordningen andfåglar. A

## Utbredning och systematik
Arten är nomadisk i hela Australien förutom de allra torraste områdena. Den behandlas som monotypisk, det vill säga att den inte delas in i några underarter.

## Status
Arten har ett stort utbredningsområde och beståndet anses stabilt. Internationella naturvårdsunionen IUCN listar den därför som livskraftig (LC).

## Bilder

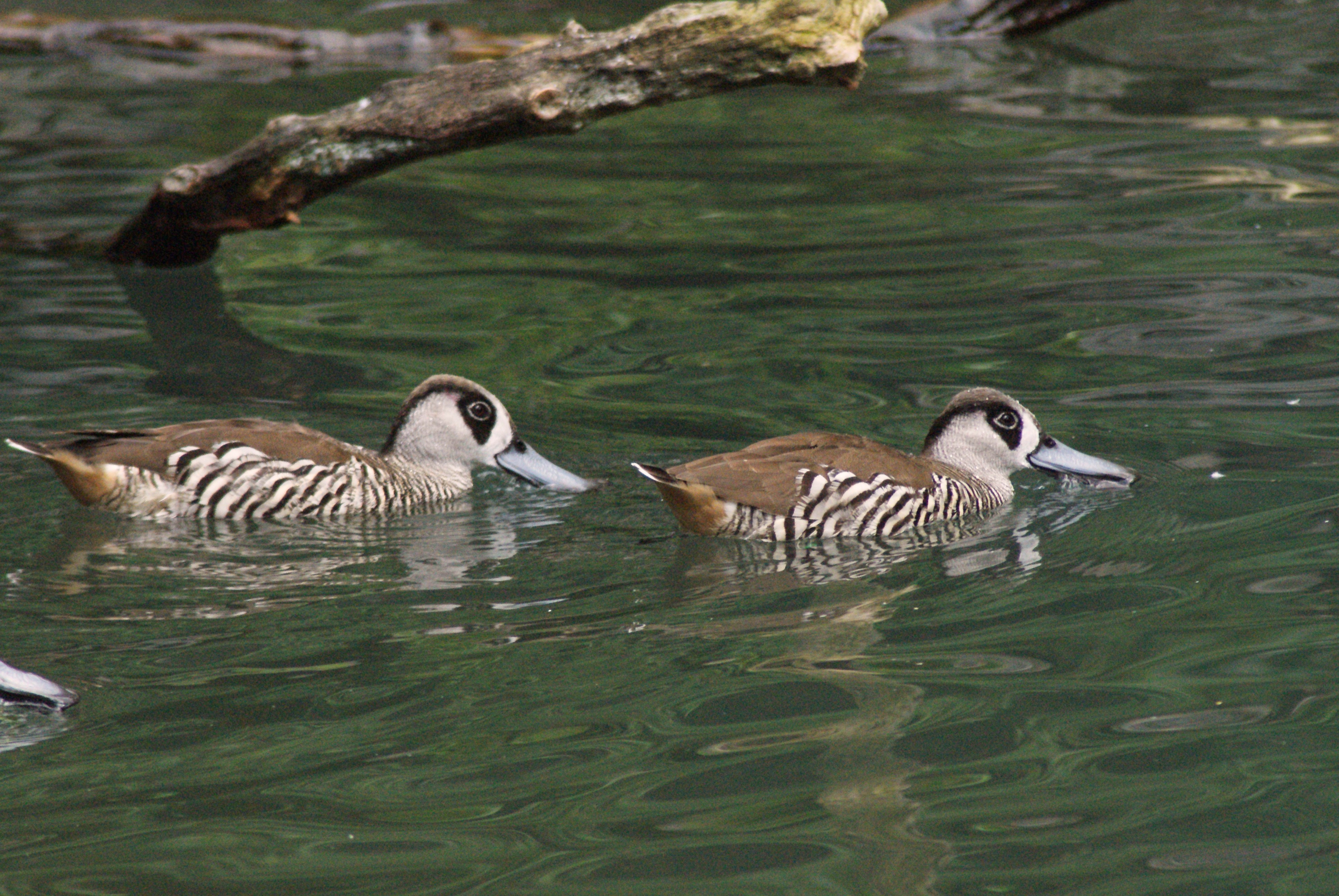
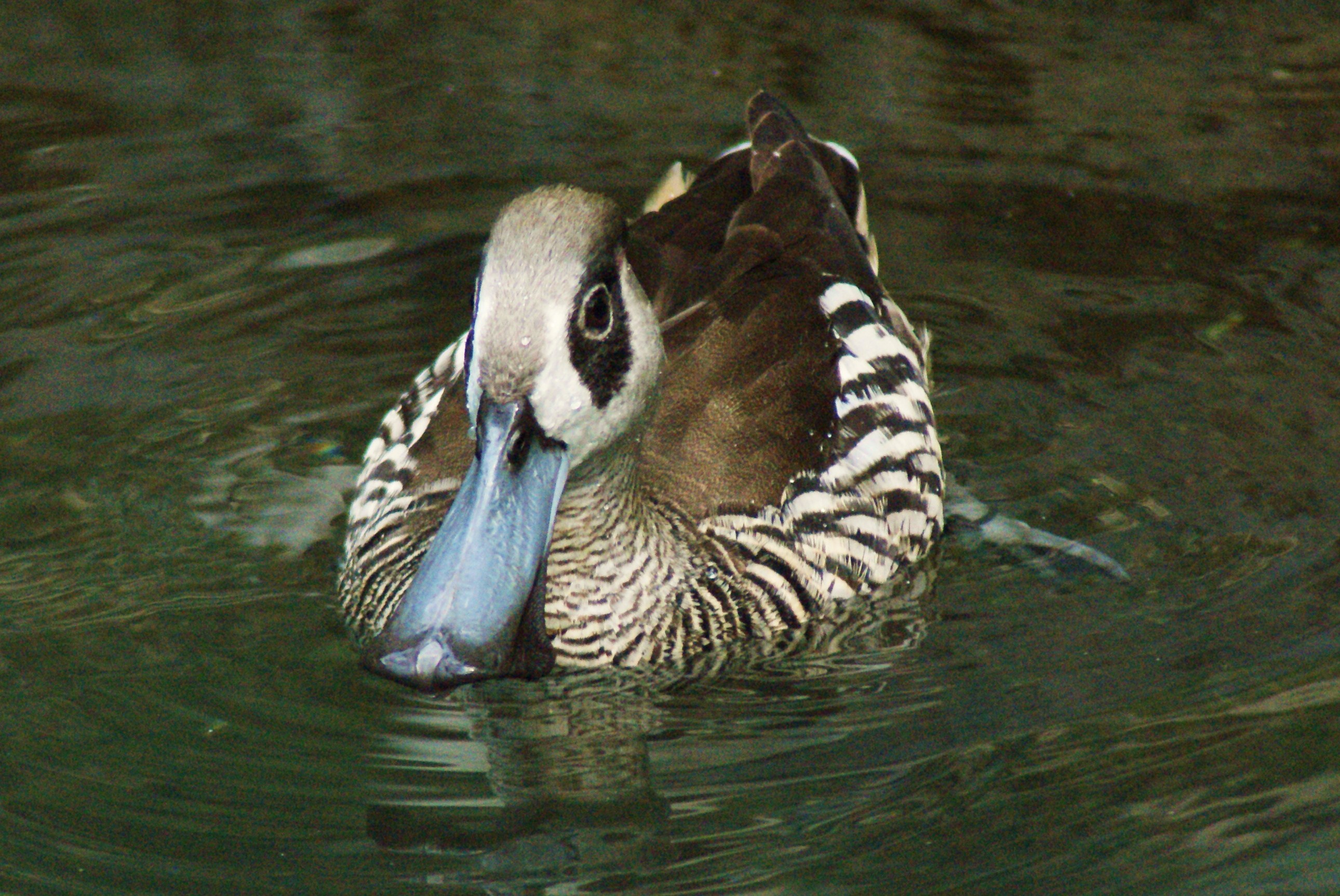
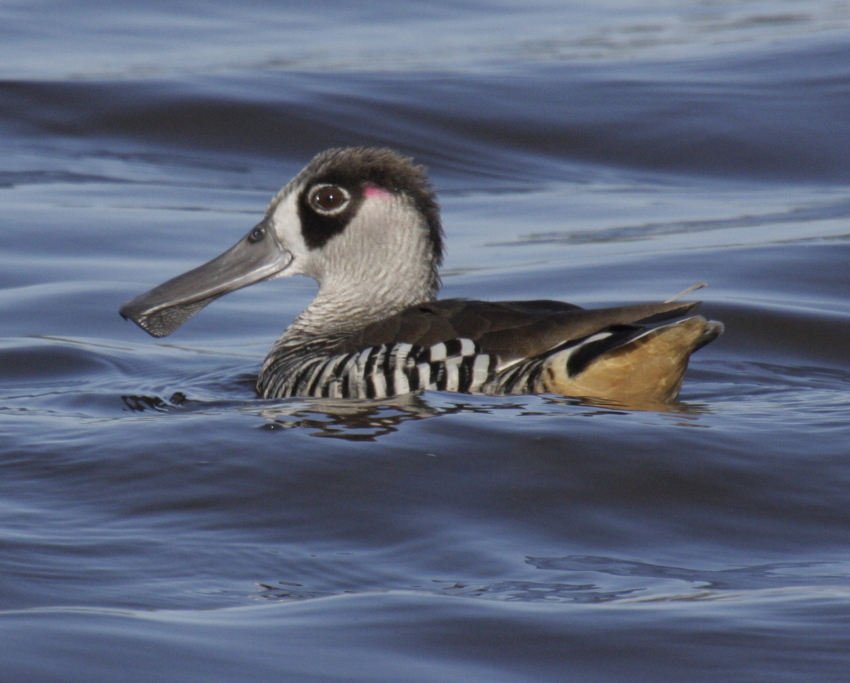